# Subbiano
Subbiano ist eine italienische Gemeinde mit 6340 Einwohnern (Stand 31. Dezember 2023) in der Provinz Arezzo in der Region Toskana.

## Geografie

Lage von Subbiano in der Provinz Arezzo

Die Gemeinde liegt etwa 14 km nördlich der Provinzhauptstadt Arezzo und etwa 80 km südöstlich der Regionalhauptstadt Florenz im Tal des Casentino am linken Ufer des Arno (7 km im Gemeindegebiet). Weitere wichtige Gewässer im Gemeindegebiet sind die Torrenti Gravena (alle 5 km im Gemeindegebiet), Chiassa (8 von 14 km im Gemeindegebiet), Lendra (alle 5 km im Gemeindegebiet) und Sovara (4 von 20 km im Gemeindegebiet).
Der Ort liegt an einem südöstlichen Ausläufer des Berges Pratomagno (1592 m) in der klimatischen Einordnung italienischer Gemeinden in der Zone D,2 041 GR/G. Die Kirchen von Subbiano liegen im Bistum Arezzo-Cortona-Sansepolcro.
Zu den Ortsteilen zählen Calbenzano (290 m), Castelnuovo (265 m), Chiaveretto (305 m), Falciano (510 m), Poggio d’Acona (493 m), Ponte Caliano (266 m), Santa Mama (298 m) und Vogognano (520 m).
Die Nachbargemeinden sind Anghiari, Arezzo, Capolona, Caprese Michelangelo, Castel Focognano, Chitignano und Chiusi della Verna.

## Geschichte
Erstmals erwähnt wurde der Ort am 12. Februar 1009. Der Name stammt wahrscheinlich vom lateinischen Sub Janum condita.

## Sehenswürdigkeiten

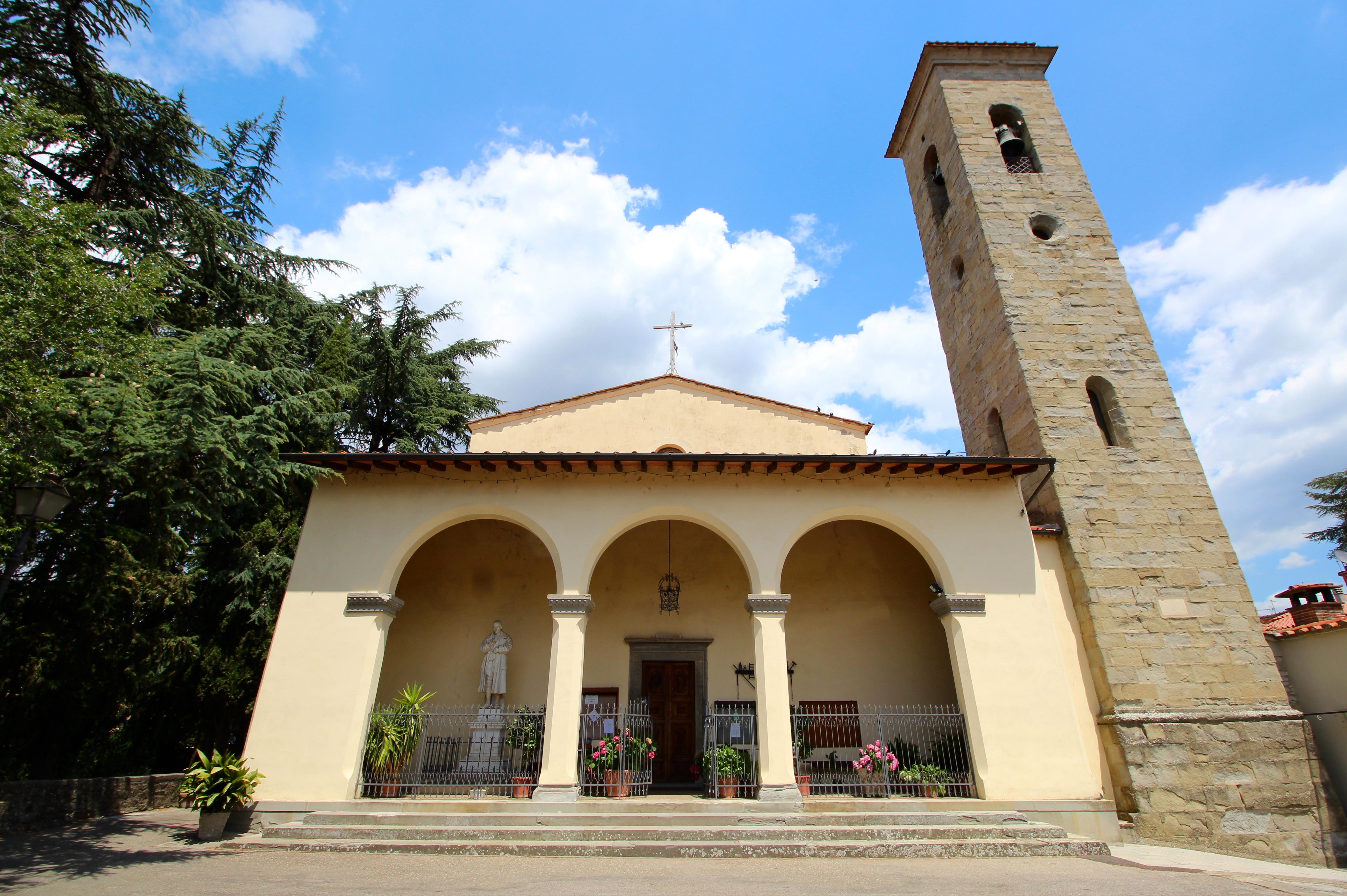
Santa Maria della Visitazione

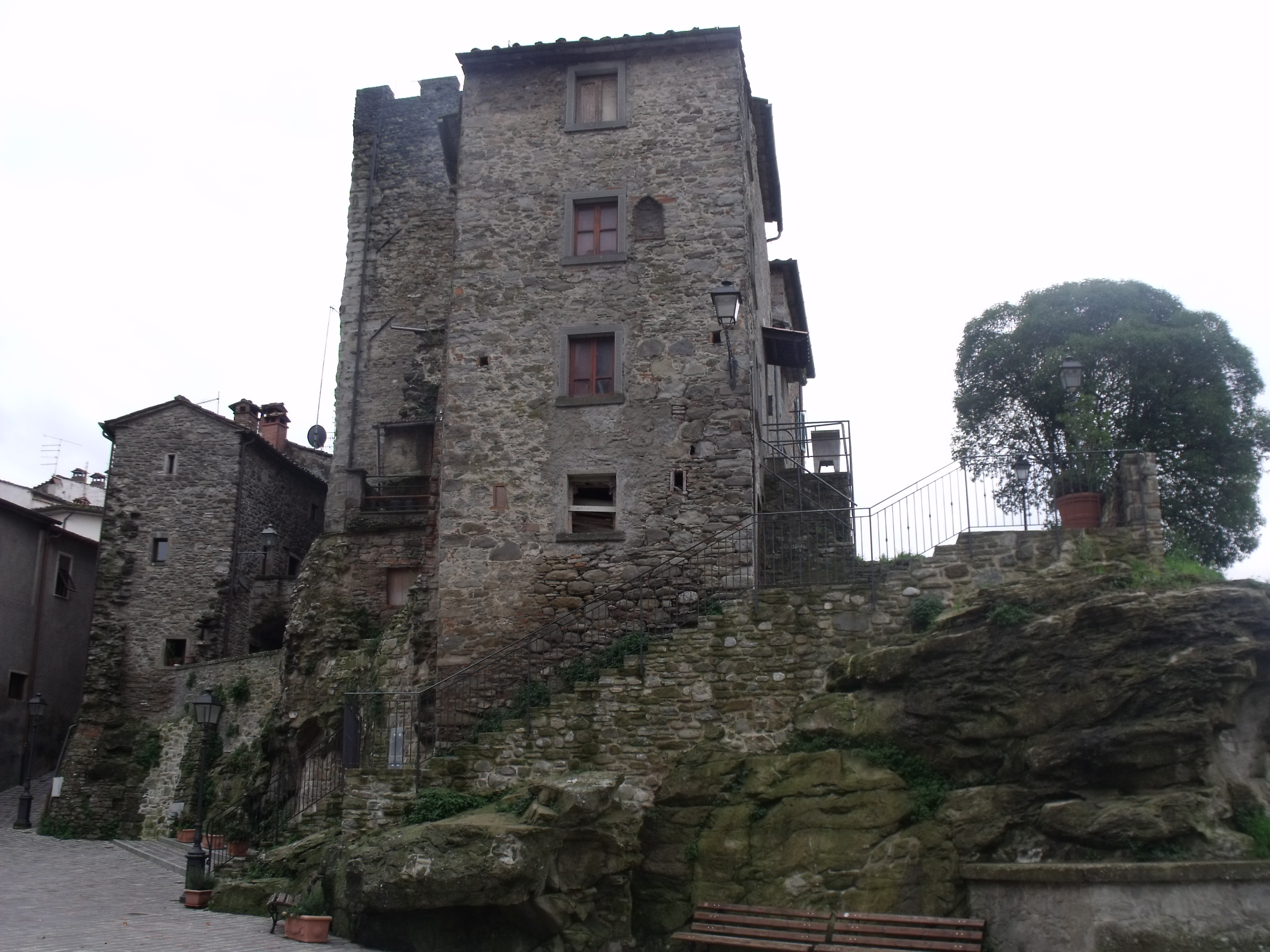
Castello di Subbiano

- Chiesa di Santa Maria della Visitazione, Kirche im Ortskern, die 1304 erwähnt wurde. Wurde ab dem Ende des 17. Jahrhunderts vergrößert und 1947 restauriert und umgestaltet. Enthält das im 17. Jahrhundert entstandene Leinwandgemälde Gesù Bambino che appare a San Giuseppe, das Pietro Castellucci zugeschrieben wird.[7]
- Castello di Subbiano, Burg im Ortskern.
- Castelnuovo di Subbiano, Ortsteil mit Burg, die erstmals 1022 erwähnt wurde.[8]
- Chiesa di Santa Maria, Kirche in Valenzano.[7]
- Chiesa di San Mamante, Kirche in Santa Mama.
- Chiesa di Santa Maria della Neve, Kirche in Vogognano.

## Verkehr
Der Ort hat den Haltepunkt Subbiano, der an der Bahnstrecke der Ferrovia Casentinese liegt. Die Strecke führt von Arezzo nach Stia. Der Haltepunkt liegt rechtsseitig des Arno im Gemeindegebiet von Capolona.

## Söhne und Töchter der Gemeinde
- Ferdinando Giuseppe Antonelli (1896–1993), Kardinal